# Ṙ
La Ṙ (minúscula: ṙ ), llamada R con punto sobrescrito, es una letra del alfabeto latino extendido utilizada anteriormente en la escritura del irlandés y  en varias romanizaciones incluyendo BGN/PCGN, GENUNG o la ISO 9985. Es la letra R diacrítica con un punto sobrescrito .

## Uso
Esta letra se utiliza para la transliteración del alfabeto armenio. Allí la Ṙ corresponde a la letra armenia Ռ. Ésta representa una R múltiple, que corresponde a una vibrante múltiple alveolar sonora /r/, como la ⟨rr⟩ de «perro». En la transliteración la R normal, en cambio, corresponde a la letra armenia Ր, que se pronuncia igual que la R inglesa, es decir, representa una aproximante alveolar sonora /ɹ/.

## Codificación informática
En Unicode ocupa las posiciones U+1E58 y U+1E59.
| Carácter      | Ṙ                                     | Ṙ                                     | ṙ                                   | ṙ                                   |
| ------------- | ------------------------------------- | ------------------------------------- | ----------------------------------- | ----------------------------------- |
| Unicode       | LATIN CAPITAL LETTER R WITH DOT ABOVE | LATIN CAPITAL LETTER R WITH DOT ABOVE | LATIN SMALL LETTER R WITH DOT ABOVE | LATIN SMALL LETTER R WITH DOT ABOVE |
| Codificación  | decimal                               | hex                                   | decimal                             | hex                                 |
| Unicode       | 7768                                  | U+1E58                                | 7769                                | U+1E59                              |
| UTF-8         | 225 185 152                           | E1 B9 98                              | 225 185 153                         | E1 B9 99                            |
| Ref. numérica | &#7768;                               | &#x1E58;                              | &#7769;                             | &#x1E59;                            |